# سفر اکتشافی لوئیس و کلارک

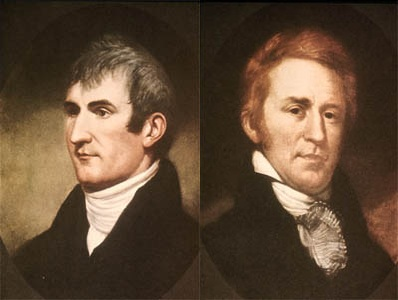
کلارک (راست) و لوئیس (چپ)

سفر اکتشافی لوئیس و کلارک سفری سفر هیئتی بود که به فرمان رئیس‌جمهور آمریکا توماس جفرسون به منظور یافتن راهی به کرانه‌های اقیانوس آرام میان سال‌های ۱۸۰۴ تا ۱۸۰۶ به سوی باختر آمریکا انجام پذیرفت. رهبران و اعضای اصلی این گروه مری‌وثر لوئیس و ویلیام کلارک بودند. این سفر پیش‌زمینهٔ گسترش ایالات متحده آمریکا به سوی غرب بود.
لوئیس و کلارک در سفرشان از زنی سرخ‌پوست به نام ساکاگاویا (یا ساکاژاویه یا ساکاجاوی) سود بردند. ساکاگاویا زنی از قبیله لمهی از تیرهٔ سرخ‌پوستان شوشونی- که امروزه در آیداهو ساکن‌اند- بود.

## انگیزه
از انگیزه‌های برپایی چنین سفری هم خرید لوئیزیانا از سوی آمریکا بود که این کشور را برای گسترش به سوی غرب و دستیابی به منابع ایالت‌های غربی دلبسته می‌ساخت. واقعیت امر این بود که در زمان معامله لویزیانا بین ایالات متحده و فرانسه، نه آمریکا به درستی می‌دانست که چه می‌خرد و نه فرانسه فروشنده می‌دانست ارزش سرزمینی را که دارد می‌فروشد چقدر است. جفرسن که از پشتیبانان این خرید بود گروهی اکتشافی را به سوی باختر گسیل داشت و رهبری این گروه را به سروان ارتش آمریکا مریودر لوئیس سپرد. لوئیس هم سروان دوم کلارک را به دستیاری خود در این سفر برگزید.

## چگونگی سفر

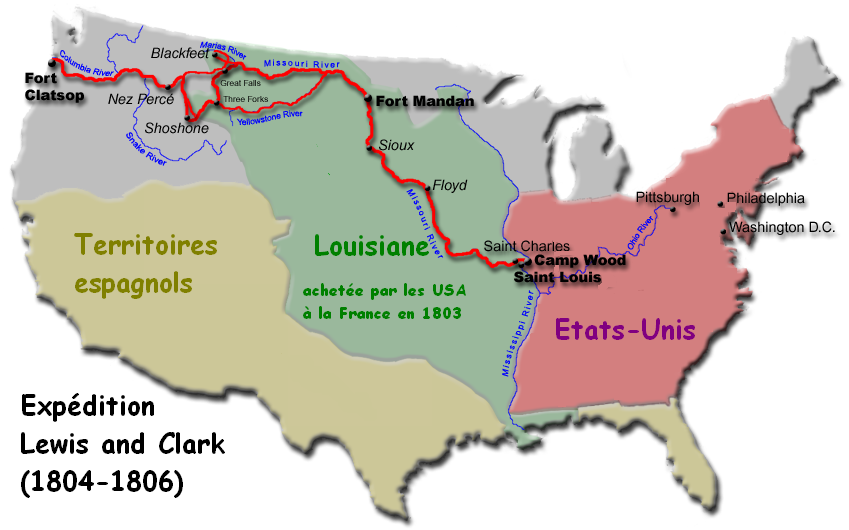
مسیر حرکت گروه

گروه با ۳۳ تن به راه افتاد و پس از گذر میسوری و کانزاس نخستین عضو گروه در آیووا در اثر ابتلا به بیماری آپاندیس درگذشت و در همانجا به خاک سپرده‌شد. گروه به سرزمین‌های رسیدند که در آن جانورانی چون سگ آبی، گوزن شمالی و آهوی کوهی فراوان بودند. آن‌ها همچنین به قلمرو سرخ‌پوستان سو وارد شدند. زمستان ۱۸۰۴-۵ گروه در داکوتای شمالی پناهگاهی ساخت و با سرخ‌پوستان مندن در گرداگرد آن جان‌پناه روابط دوستانه‌ای برپا ساخت. در اینجا بود که گروه با توسن شاربونو آشناشد. توسن شاربونو که یک شکارچی و بازرگان سالخوردهٔ خز بود که تنها زبان فرانسوی و هیداداس را می‌دانست. آن‌ها همچنین با همسر جوان سرخ‌پوستش ساکاگاویا نیز آشنا شدند.

### ساکاگاویا
ساکاگاویا در نوجوانی به دست گروهی از سرخ‌پوستان ستیزنده با قبیله‌اش دستگیر می‌شود و آنان او را به بازرگان پوستین فرانسوی-کانادایی؛ توسن شاربونو؛ می‌فروشند و او در آینده وی را به همسری برمی‌گزیند. در ۱۸۰۵ گروه لوئیس و کلارک شاربونو را به خدمت می‌گیرند و بدین‌سان ساکاگاویای ۱۶ ساله نیز به گروه می‌پیوندد. ساکاگاویا -که چندین زبان سرخ‌پوستی می‌دانست- وظیفهٔ راهنمایی و ترجمان گروه را بر دوش گرفت. ساکاگاویا -که در این زمان کودکی خردسال به نام ژان باپتیست را هم داشت- توانست از قبیله خویش برای این هیئت اکتشافی آذوقه و اسب و پناهگاه فراهم آورد. همچنین توانست از دیگر قبیله‌های سرخ‌پوست اجازهٔ گذار این گروه را بگیرد.

## پی‌گیری سفر
در ماه آوریل شماری از اعضای گروه با نمونه‌هایی تازه‌یافته شده در زمینه‌های گیاه‌شناسی و جانورشناسی- از جمله چند حیوان زنده و نیز نقشه‌ای از آمریکا و گزارش اکتشاف به میهن بازگردانده شدند. همچنین نمونه‌هایی از مواد معدنی یافت‌شده در سرزمین‌های تازه را با خود بردند. برخی از این نمونه‌ها از جمله یک سگ مرغزار زنده در یک جعبه برای رئیس‌جمهور جفرسن فرستاده‌شد.
گروه به سفر خود با اسب و کانو ادامه دادند و تا اورگان هم پیش رفتند. با آغاز زمستان دوم گروه در کرانهٔ جنوبی رود کلمبیا اردو زدند.
در ماه ژوئیه گروه به دو تیم بخش شد، بخشی به رهبری لوئیس و آن دیگری با فرماندهی کلارک. لوئیس توانست رود مرایز را بکاود. تیم لوئیس با سرخ‌پوستان پاسیاه رودررو شد و اگرچه برخورد نخستینشان دوستانه بود ولی شب‌هنگام سرخ‌پوستان کوشیدند تا اسلحه‌های گروه را بدزدند، پس دو طرف درگیر شدند و در این میان دو سرخ‌پوست کشته‌شدند. دو تیم سرانجام در همریزگاه رود یلواستون به هم بازپیوستند.
سرانجام گروه در ۲۳ سپتامبر ۱۸۰۶ به سنت لوئیس رسید.